# افغانستان در ۲۰۱۴
حوادث ذیل به ترتیب ماه‌ها در سال ۲۰۱۴ در افغانستان به‌وقوع پیوست.

## متولیان امور
- رئیس‌جمهور: حامد کرزی (الی ۲۹ سپتامبر)، اشرف غنی (از ۲۹ سپتامبر)
- رئیس اجرائیه: عبدالله عبدالله (از ۲۹ سپتامبر)
- معاون نخست رئیس‌جمهور:
  - محمد فهیم: الی ۹ مارس
  - بدون متصدی: ۹ الی ۳۱ مارس
  - یونس قانونی: ۳۱ مارس الی ۲۹ سپتامبر
  - عبدالرشید دوستم: از ۲۹ سپتامبر
- معاون دوم رئیس‌جمهور: کریم خلیلی (الی ۲۹ سپتامبر)، سرور دانش (از ۲۹ سپتامبر)
- قاضی‌القضات: عبدالسلام عظیمی

## حوادث

### ژانویه
- ۶ ژانویه – انفجار موتور بمب‌گذاری شده در ایست بازرسی پلیس در ولایت غزنی، منجر به کشته شدن ۳ افسر پلیس شد.
- ۸ ژانویه – کتابی از رابرت گیتس، وزیر دفاع پیشین ایالات متحده آمریکا منتشر شد که رئیس‌جمهور بارک اوباما را از بهر مدیریت جنگ در افغانستان انتقاد کرد.
- ۹ ژانویه – دولت افغانستان علی‌الرغم انتقادات آمریکا مبنی تهدیدن بودن آن‌ها علیه امنیت، ۷۲ جنگ‌جوی طالبان را از زندان آزاد ساخت.
- ۱۱ ژانویه – یک بچه ۴ ساله افغان از سوی نیروهای آمریکایی کشته شد.
- ۱۷ ژانویه – ۲۱ نفر در حمله‌ای انتحاری در یک رستوران در شهر کابل کشته شدند.[۱]
- ۲۶ ژانویه – یک بم‌گذار انتحاری به یک بس اردوی ملی در شهر کابل حمله کرد که ۲ کشته و ۲ زخمی برجای گذاشت.

### فوریه
- ۱۰ فوریه – انفجار موتور بمب‌گذاری شده در کابل، دو قراردادی را که با آیساف کار می‌کردند، به قتل رساند.
- ۱۳ فوریه –
  - سرجوخه کامرون بیرد صدمین استرالیایی شد که از بهر ایثار و فداکاری‌اش در جنگ ارزگان در ۲۲ ژوئن ۲۰۱۳ پس از دست دادن جانش، مدال «صلیب ویکتوری» را دریافت کرد.
  - حکومت افغانستان ۶۵ زندانی را از زندان پروان آزاد کرد؛ هرچند ایالات متحده آمریکا نگرانی‌اش را اعلام نموده بود که این افراد مسئول حملات علیه ناتو و نیروهای افغان هستتند.
- ۲۴ فوریه – عصمت الله شاهین بیتانی فرمانده ارشد طالبان پاکستانی در خیبر پختون‌خواه کشته شد.

### مارس
- ۱ مارس – بدرقه عمومی مردم در داروین که نمایان‌گر پایان رسمی مشارکت فعال استرالیا در جنگ افغانستان بود.
- ۶ مارس – حمله هوایی اشتباه ناتو به یک پوسته امنیتی افغان در ولایت لوگر منجر به کشته شدن ۵ سرباز افغان شد.
- ۱۱ مارس – افراد مسلح در کابل، نیلز هورنر، خبرنگار خارجی رادیوی سوئدی را به قتل رسانیدند.
- ۱۲ مارس – ۳ شورشی طالبان پس از حمله بر ساختمان قبلی ریاست عمومی امنیت ملی در قندهار از سوی گروهی از پلیس ملی و سربازان کماندوی افغانستان کشته شدند. طالبان ادعا کردند که افراد آن‌ها ۴ کماندو و ۵ پلیس را به قتل رسانیدند، این ادعا اما از سوی پلیس تکذیب شد.
- ۱۸ مارس – یک ریکشای بمب‌گذاری شده در بازاری شهر میمنه انفجار کرد که ۱۵ نفر را کشت و ۱۰ تن دیگر را زخمی کرد.[۲]
- ۲۰ مارس -
  - ۴ عضوی مظنون طالبان به هوتل مجلل و مفشن کابل سرینا یورش بردند و دست کم ۹ نفر شامل ۴ تبعه خارجی را به قتل رسانیدند.
  - بم‌گذاران انتحاری بر حوزه پلیس در شهر جلال‌آباد حمله کردند که منجر به کشته شدن ۱۱ نفر و زخمی شدن ۲۲ نفر دیگر شد.

### آوریل
- ۲ آوریل – یک فرد انتحاری با لباس نظامی بر دفتر ثبت نام رأی دهندگان در کابل حمله کرد و ۶ افسر پلیس را به قتل رساند.
- ۴ آوریل – ۲ عضوی روزنامه‌ای اسوشیتید پرس (Associated Press) توسط افغانی ملبس با یونیفرم پلیس در ولایت خوست هدف گلوله قرار گرفتند؛ یکی از آن‌ها انیا نیدرینگ‌هاوز برنده جایزه پولیتایزر و عکاس خبری/فوتوژورنالیست بود که جان باخت و دیگری به شدت مجروح شد.
- ۲۴ آوریل – یک پلیس افغان بر سه کارمند پزشکی آمریکایی در کابل حمله کرد و آن‌ها را به ضرب گلوله از پا درآورد. گفته شد که این پلیس پس از حمله، بر خود نیز شلیک کرد.
- ۲۶ آوریل – ۵ نیروی بریتانیایی آیساف در پی سرنگونی هلی‌کوپتر نظامی در ولایت قندهار کشته شدند.
- ۲۶ آوریل – آمار قربانیان سیلاب‌های اخیر در ولایات شمال افغانستان به ۱۲۳ نفر افزایش یافت.
- ۲۶ آوریل – انتخابات ریاست جمهوری افغانستان میان عبدالله عبدلله وزیر امور خارجه پیشین و اشرف غنی پس از آن به دور دوم رفت که هیچ‌یکی نتوانستند در دور نخست اکثریت مطلق آراء (۱+۵۰) را به‌دست آورند.

### می
- ۲ می – رانش زمین در روستا آب‌باریک ولسؤالی ارگوی ولایت بدخشان دست کم ۳۵۰ نفر را کشت و بیش از ۲ هزار نفر دیگر را ناپدید کرد.
- ۴ می – حکومت افغانستان به دلیل احترام به قربانیان رانش زمین، روز ماتم ملی را اعلام نمود.
- ۸ می – یک بمب کنارجاده در نزدیکی مرز افغانستان در وزیرستان شمالی، پاکستان جان ۸ سرباز پاکستانی را گرفت.
- ۲۱ می – طالبان در ولایات بدخشان و لغمان حملات شان را آغاز کردند که طی آن ۱۰ پلیس و ۳ فرد غیرنظامی کشته شدند.
- ۲۳ می – افراد مسلح بر کنسولگری هند در هرات حمله کردند.

### ژوئن
- ۶ ژوئن – عبدالله عبدالله از ائتلاف ملی افغانستان و یکی از نامزدان پیشتاز انتخابات ریاست جمهوری افغانستان از یک انفجار جان به سلامت برد.
- ۷ ژوئن – وقوع سیلاب‌های ناگهانی در ولایت بغلان دست کم ۶۵ تن را کشت و هزاران تن دیگر را بی‌خانمان کرد.
- ۹ ژوئن – ۵ سرباز نیروهای بین‌المللی کمک به امنیت ناتو در یک درگیری مسلحانه با طالبان کشته شدند.
- ۱۰ ژوئن – ۵ سرباز آمریکایی، یک سرباز افغان و یک مترجم هنگامی در ولایت زابل کشته شدند که حمله هوایی ناتو به اشتباه روی آنان صورت گرفت.

### ژوئیه
- ۲ ژوئیه – یک بم‌گذار انتحاری بر بس نیروهای هوایی اردوی ملی افغانستان در کابل حمله کرد و دست کم ۵ تن را از پا درآورد.
- ۷ ژوئیه – شمارش ابتدایی آراء نشان داد که اشرف غنی، وزیر مالیه پیشین در آستانه پیروزی انتخابات است.
- ۸ ژوئیه – طالبان مسئولیت حمله بر پایتخت افغانستان را به‌عهده گرفتند که در آن ۱۰ فرد غیرنظامی، ۴ سرباز اهل چک نیروی بین‌المللی کمک به امنیت ناتو و ۲ افسر پلیس افغان جان باختند.
- ۱۲ ژوئیه – حمله فرامرزی طالبان افغانستان، ۳ سرباز ارتش پاکستان در باجور اجنسی در مناطق قبیله‌ای فدرال را به قتل رساند.
- ۱۲ ژوئیه – در انتخابات جنجالی ریاست جمهوری افغانستان میان دو کاندیدا پیشتاز؛ عبدالله عبدالله و اشرف غنی به تفتیش کل آراء توافق کردند.
- ۱۵ ژوئیه – انفجار یک بمب انتحاری در بازاری در ولایت پکتیکا در جنوب شرق افغانستان که یکی از مرگ‌بارترین حملات در جنگ بود، دست کم ۸۹ نفر را به قتل رساند و شماری زیادی را مجروح کرد.

### اوت
- ۵ اوت – در حمله‌ای یک سرباز مسلح افغان در آکادمی نظامی مارشال فهیم – که مهاجم نیز از سوی سربازان افغان کشته شد – هارولد جی. گرین جان باخت و ۱۵ تن دیگر زخمی شدند که سرتیپ آلمنی و چندین سرباز دیگر در میان زخمی شدگان این حادثه بودند.
- ۱۴ اوت – یک بمب کنار جاده در نزدیک موتور پلیس در ولایت لغمان انفجار کرد که ۳ افسر پلیس کشته شدند و ۴ تن دیگر زخم برداشتند.
- ۲۳ اوت – بازشماری آراء انتخابات افغانستان پس از آن آغاز شد که عبدالله عبدالله و اشرف غنی با میانجی‌گری جان کری، وزیر امور خارجه ایالات متحده آمریکا به توافق رسیدند.
- ۳۰ اوت – شورشیان طالبان بر ساختمان ریاست عمومی امنیت ملی در جلال‌آباد حمله کردند که منجر به کشته شدن دست کم ۶ نفر گردید.

### سپتامبر
- ۸ سپتامبر – در پی یک حمله انتحاری، رئیس امنیتی ولایت جنوبی قندهار جان باخت.
- ۱۶ سپتامبر – انفجار بزرگ در کابل باعث کشته شدن ۳ سرباز خارجی (شامل یک سرگرد ارتش آمریکا) و مجروح شدن ۵ تن دیگر شد.
- ۲۱ سپتامبر – نامزدهای رقیب در انتخابات ریاست جمهوری افغانستان؛ اشرف غنی و عبدالله عبدالله، معامله تقسیم قدرت را امضاء نمودند که طبق آن حکومت وحدت ملی با موجودیت اشرف غنی به عنوان رئیس‌جمهور و عبدالله عبدالله به عنوان رئیس اجرائیه شکل گرفت.

### اکتبر
- ۱ اکتبر – افراد انتحاری طالبان به کاروان اردوی ملی افغانستان در کابل یورش بردند که در پی آن دست کم ۷ نفر کشته شدند و ۱۹ تن دیگر جراحت برداشتند.
- ۸ اکتبر – یک فرد انتحاری دست کم ۴ نفر را در ولایت هلمند کشت و ۱۶ تن دیگر را مجروح ساخت.
- ۱۳ اکتبر - در پی حمله طالبان ۲۲ نظامی افغان در شمال افغانستان جان باختند.[۳]
- ۱۴ الی ۱۵ اکتبر – کارمندان ریاست عمومی امنیت ملی دو رهبر ارشد شبکه حقانی را در یک عملیات ویژه در ولایت خوست دستگیر کردند.[۴][۵]

### نوامبر
- ۱۰ نوامبر – ۱۰ پلیس شامل یک فرمانده در انفجارهای ولایات جلال‌آباد و لوگر کشته شدند.
- ۱۸ نوامبر – حمله انتحاری در کابل دست کم جان ۲ فرد را گرفت.
- ۲۳ نوامبر – یک فرد انتحاری در جریان بازی والیبال در جنوب افغانستان خودش را منفجر کرد که در اثر آن ۴۵ تن جان باختند و ۶۰ تن دیگر جراحت برداشتند.[۶]
- ۲۷ نوامبر – حمله انتحاری در کابل جان ۶ نفر شامل یک بریتانیایی را گرفت.[۷]
- ۲۹ نوامبر – سون یوشی، فرستاده ویژه چین برای افغانستان، نخستین‌بار به‌صورت علنی اعلام کرد که درپشاور پاکستان با نمایندگان طالبان دیدار کرده‌است. هدف از این دیدار، بحث دربارهٔ روش‌های احتمالی مذاکرات صلح بود.[۸]

### دسامبر
- ۱ دسامبر – در پی انفجاری یک بمب در مراسم تشیع جنازه یک بزرگ قوم در ولایت بغلان، دست کم ۹ تن شامل دو پلیس کشته شدند.
- ۲ دسامبر – تکاوران/ پیاده‌نظام‌ها از گروه براوو (Bravo Company)، کندک اول (1st Battalion)، هنگ ۷۵ تکاوران (75th Ranger Regiment)، حمله‌ای را علیه دشمن در ولایت ننگرهار انجام دادند که باعث جنگ مستقیم ۶ ساعته میان طرفین گردید. در این جنگ، ۲۵ جنگ‌جوی دشمن کشته شدند، یکتن از تکاوران جراحت برداشت و برای دو تن آنان مدال «ستاره نقره‌ی» اعطاء گردید. علاوه برین، دو عضو تکاوران نیز مدال «ستاره برنزی» و شجاعت دریافت کردند و دو تن دیگر «مدال تقدیر خدمات مشترک» را به‌دست آوردند.[۹]
- ۱۱ دسامبر – یک بم‌گذار انتحاری طالبان دست کم ۶ سرباز اردوی ملی افغانستان را در تنگی تره‌خیل در حومه شهر کابل از پا درآورد.